# Blue Eyed Soul (album)
Blue Eyed Soul è il dodicesimo album in studio del gruppo musicale britannico Simply Red, pubblicato l'8 novembre 2019.

## Descrizione
L'album ha debuttato al sesto posto della classifica britannica, vendendo 9 772 copie durante la prima settimana. È il quattordicesimo lavoro del gruppo nella Top 10 britannica.
Panorama lo ha definito «un godibile viaggio musicale di 35 minuti da ascoltare dall'inizio alla fine, senza neanche un brano da "skippare": sicuramente uno dei loro lavori più riusciti degli ultimi vent'anni.»

## Tracce
Testi e musiche di Mick Hucknall.
1. Thinking of You – 3:12
2. Sweet Child – 3:18
3. Complete Love – 3:28
4. Take a Good Look – 3:19
5. Ring That Bell – 3:38
6. BadBootz – 3:40
7. Don't Do Down – 3:18
8. Riding on a Train – 3:08
9. Chula – 3:17
10. Tonight – 3:35

Disco bonus nell'edizione deluxe
1. Thinking of You (original version) – 3:13
2. Sweet Child (original version) – 3:26
3. Thinking of You (Danny Trexin remix) – 2:30
4. Thinking of You (James Doman remix) – 5:00
5. Sweet Child (Crooked Soul remix) – 7:11

## Classifiche
| Classifica (2019) | Posizione massima |
| ----------------- | ----------------- |
| Austria           | 5                 |
| Belgio (Fiandre)  | 28                |
| Belgio (Vallonia) | 35                |
| Francia           | 57                |
| Germania          | 11                |
| Italia            | 24                |
| Paesi Bassi       | 27                |
| Regno Unito       | 6                 |
| Spagna            | 70                |
| Svizzera          | 17                |